# Фаунтин-Прери (тауншип, Миннесота)
Фаунтин-Прери (англ. Fountain Prairie) — тауншип в округе Пайпстон, Миннесота, США. На 2000 год его население составило 199 человек.

## География
По данным Бюро переписи населения США площадь тауншипа составляет 96,3 км², из которых 96,3 км² занимает суша, водоёмов нет.

## Демография
По данным переписи населения 2000 года здесь находились 199 человек, 70 домохозяйств и 59 семей.  Плотность населения —  2,1 чел./км².  На территории тауншипа расположено 73 постройки со средней плотностью 0,8 построек на один квадратный километр. Расовый состав населения: 100,00 % белых.
Из 70 домохозяйств в 44,3 % воспитывались дети до 18 лет, в 78,6 % проживали супружеские пары, в 2,9 % проживали незамужние женщины и в 15,7 % домохозяйств проживали несемейные люди. 12,9 % домохозяйств состояли из одного человека, при том 2,9 % из — одиноких пожилых людей старше 65 лет. Средний размер домохозяйства — 2,84, а семьи — 3,14 человека.
32,2 % населения — младше 18 лет, 4,0 % — в возрасте от 18 до 24 лет, 30,7 % — от 25 до 44, 20,1 % — от 45 до 64, и 13,1 % — старше 65 лет. Средний возраст — 34 года. На каждые 100 женщин приходилось 93,2 мужчин.  На каждые 100 женщин старше 18 приходилось 98,5 мужчин.
Средний годовой доход домохозяйства составлял 29 375 долларов, а средний годовой доход семьи —  29 792 доллара. Средний доход мужчин —  25 313  долларов, в то время как у женщин — 17 031. Доход на душу населения составил 11 669 долларов. За чертой бедности находились 21,6 % семей и 16,5 % всего населения тауншипа, из которых 5,1 % младше 18 и 27,8 % старше 65 лет.